# Simple Minds
Simple Minds su škotski rock sastav. Osnovani su 1977. u Glasgowu i postali su komercijalno najuspješniji škotski sastav 80-ih. Njihovih 5 albuma završilo je na broju 1 britanske ljestvice, a ukupno su ih u karijeri prodali oko 60 milijuna. Najpoznatiji su po hitovima "Don't You (Forget About Me)", iz soundtracka za film The Breakfast Club, "Alive and Kicking", "Belfast Child" i "Let There Be Love".  

## 1970-te
Simple Minds je 1977. godine osnovan u škotskom gradu Glasgowu na temeljima punk sastava "Johnny and the Self-Abusers". Osnovicu sastava činili su frontmen i vokal Jim Kerr, gitarist Charlie Burchill, Tony Donald na basu, Brian McGee na bubnjevima i Mick McNeil na klavijaturama. Ubrzo je Tonyja Donalda zamijenio Derek Forbes.
Na njihovim ranim albumima često su se izmjenjivali razni stilovi glazbe. Album Life in a Day (1979.) sastojao se od art pop pjesama, dok se sastav albumom Reel to Real Cacophony (1979.) više okrenuo ka tamnijem zvuku eksperimentalnog umjetničkog rocka. U prilog tome da je sastav u to doba često mijenjao zvuk ide i album Empires and Dance (1980.) za kojeg je karakterističan dance zvuk.

## Vrhunac 1980-tih
Nakon toga albuma sastav u ranim 80-tim započinje prijelaz ka pristupačnijem i pitkijem pop zvuku s albumima Sons & Fascination (1981.) i New Gold Dream (81-82-83-84) (1982.). Potonjim albumom probili su se i na američko glazbeno tržište. U to doba sastav je napustio Brian McGee kojeg je zamijenio Mel Gaynor. U isto doba frontman grupe vjenčao se s vodećom pjevačicom grupe Pretenders Chrissie Hynde, te su obje grupe jedno vrijeme zajedno i nastupale. Albumom Sparkle In the Rain (1984.) sastav se okrenuo nešto čvršćem rock zvuku ali i dalje na tragu ranijeg glazbenog pristupačnog izričaja. Taj album bio je i vrhunac njihova stvaralaštva te se njime sastav definitivno etablirao i zauzeo mjesto među tada vodećim glazbenim sastavima u svijetu. 
 Nakon što je Bryan Ferry odbio pjevati pjesmu "Don't You (Forget About Me)", Simple Mindsi nisu ispustili tu priliku usprkos početnog nezadovoljstva Jima Kerra riječima pjesme koju nisu skladali članovi sastava. Tom pjesmom sastav je zauzeo vodeća mjesta svih top-lista u svijetu i postigao ogroman uspjeh. Iza te pjesme slijedio je još jedan izniman uspjeh albumom Once Upon a Time (1985.) koji je, usprkos kritikama, zauzeo vodeća mjesta na top-listama albuma u svijetu. 1989. godine slijedio je live album Street Fighting Years kojim su Simple Mindsi duboko zakoračili u komercijalizaciju svojeg glazbenog stvaralaštva. 

## 1990-te do današnjih dana
Tijekom 90.-tih godina sastav se okrenuo političkom angažmanu, u njemu su se dogodile mnoge promjene na personalnom planu pa su zvuk i snaga izričaja počeli blijedjeti. Albumi Real Life (1991.) i Good News From the Next World (1995.) samo su govorili tome u prilog. Turneja na koju su krenuli 1995.g. potvrdila je da sastav teško pronalazi nove puteve kreativnosti. Album Neapolis iz 1998. godine samo je potvrđivao te činjenice jer su se njihovi glasoviti pop songovi kojima su ranije žarili i palili po top listama u svijetu pomalo razvodnili. 
Početkom novog tisućljeća Jim Kerr i Charlie Burchill sklopili su novi ugovor (2001.) s Eagle Recordsom, te izdali album Neon Lights, a u ljeto 2002. ista dvojka izdala je i album Cry koji je bio neobjavljeni materijal iz 1995.g. za album Good News From the Next World. Sastav i dalje djeluje no vrhunac glazbenog stvaranja Simple Minds doživio je tijekom 80.-tih godina prošlog stoljeća.

## Diskografija
- Life in a Day (1979.)
- Real to Real Cacophony (1979.)
- Empires and Dance (1980.)
- Sister Feelings Call (1981.)
- Sons & Fascination (1981.)
- Celebration (1982.)
- New Gold Dream (81-82-83-84) (1982.)
- Sparkle In the Rain (1984.)
- Once Upon a Time (1985.)
- Live in the City of Light (1987.)
- Street Fighting Years (1989.)
- Real Life (1991.)
- Good News From the Next World (1995.)
- Neapolis (1998.)
- Neon Lights (2001.)
- Cry (2002.)
- Black & White 050505 (2005.)
- Graffiti Soul (2009.)
- Big Music (2014.)
- Acoustic (2016.)
- Walk Between Worlds (2018.)
- Direction of the Heart (2022.)

## Vanjske poveznice
- službena stranica sastava
- "Book of Brilliant Things"